# NGC 7066
NGC 7066 é uma galáxia espiral (Sb) localizada na direcção da constelação de Pegasus. Possui uma declinação de +14° 10' 59" e uma ascensão recta de 21 horas, 26 minutos e 13,7 segundos.
A galáxia NGC 7066 foi descoberta em 31 de Agosto de 1886 por Lewis A. Swift.